# 요스이엔

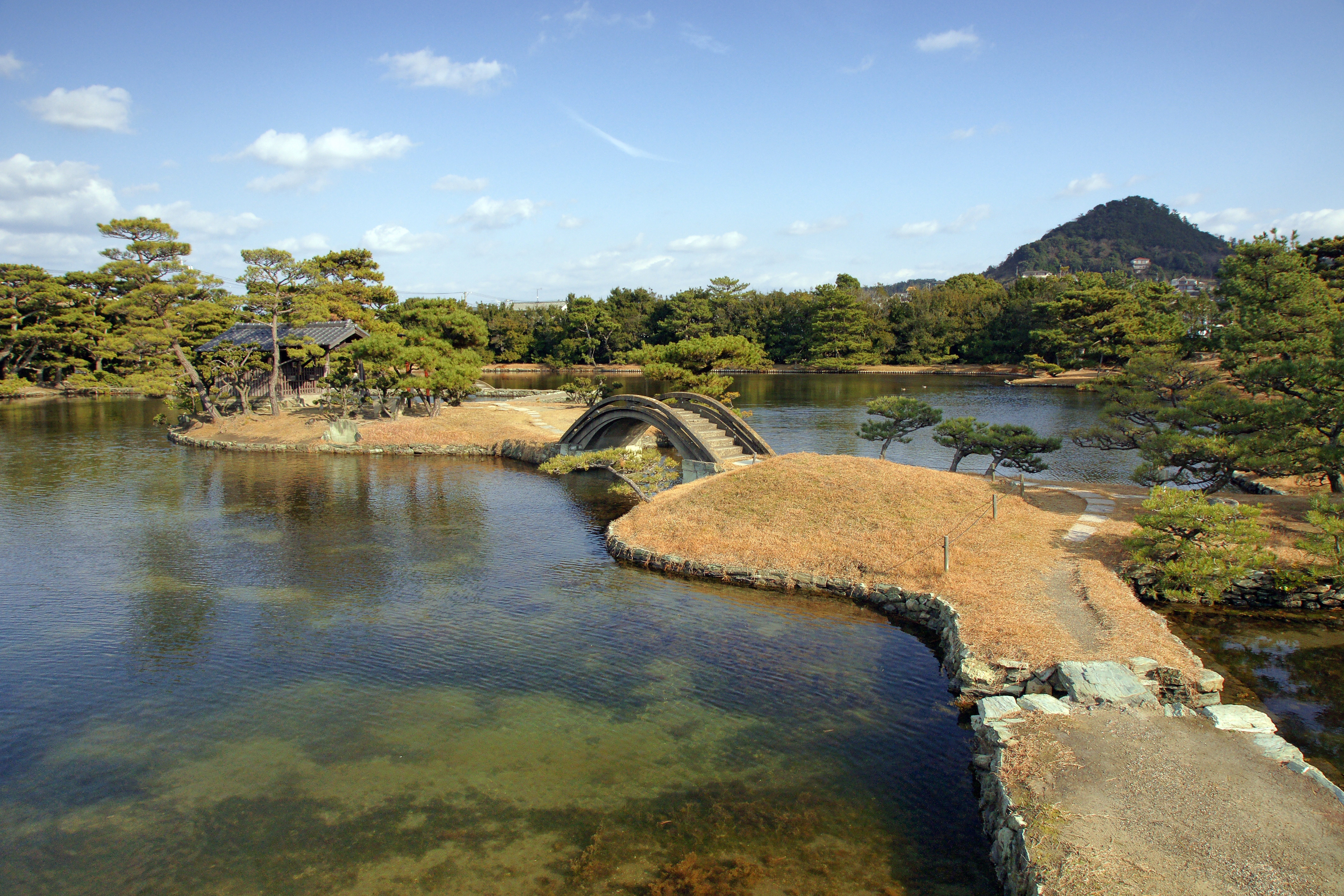
요스이엔

요스이엔(일본어: 養翠園)은 일본 와카야마현 와카야마시에 있는 회유식 일본 정원이다.